# Fusion GPS
Hovedkvarter: Washington, D.C.
Fusion GPS er et kommercielt amerikansk research og strategisk efterretningsselskab, som er baseret i Washington, D.C. Selskabet gennemfører open-source undersøgelser og tilbyder research og strategisk rådgivning for virksomheder, advokatfirmaer, investorer og politiske kampagner. Bogstaverne "GPS" kommer fra de engelske ord "Global research, Political analysis, Strategic insight". Selskabet blev grundlagt i 2011 af Glenn R. Simpson, tidligere journalist for Roll Call, og Peter Fritsch, tidligere redaktør på The Wall Street Journal.
Selskabet er særligt kendt for at udarbejde research for politiske kampagne, hvori Fusion GPS indhenter og finder frem til ufordelagtige oplysninger om en modkandidat – på engelsk kaldes dette "opposition research" eller blot "oppo research". Således blev selskabet i 2012 hyreret til at finde frem til ufordelagtige oplysninger om den republikanske præsidentkandidat Mitt Romney. Tilsvarende blev selskabet i 2016 hyret til at finde ufordelagtige oplysninger om Donald Trump, hvor Fusion GPS hyrede Christopher Steele til at producere den kontroversielle Steele-rapport.